# Поляна (Стрыйский район)
Поляна (укр. Поляна) — село в Тростянецкой сельской общине Стрыйского района Львовской области Украины.
Население по переписи 2001 года составляло 392 человека. Занимает площадь 1,535 км². Почтовый индекс — 81611. Телефонный код — 3241.